# Louis van Beek
Louis van Beek (Kamerik, 11 december 1968) is een Nederlandse acteur, stemacteur, voorlezer van luisterboeken, en dialoogregisseur. In 1994 studeerde Van Beek met hoogste onderscheiding af aan de Studio Herman Teirlinck in Antwerpen, onder leiding van Jan Decleir. In 1995 behaalde Van Beek zijn diploma aan het Hoger Instituut voor Dramatische Kunsten. Ook volgde hij een cursus bij acteur Ton Lutz. Een van zijn bekendste rollen is die van Felix Schippers in de dramaserie Westenwind.

## Biografie

### Theater
Na diverse rollen in (muziek)theaterproducties (Willeke – de musical, Larry) speelde Van Beek van 1998 tot 2008 in producties van De Paardenkathedraal in regie van zowel Dirk Tanghe als Paula Bangels (o.a. Midsummernightsdream, Equus, De Vader). Als gastacteur speelde hij regelmatig bij NTGent: met Johan Simons maakte hij  Merlin (2007) en Kasimir en Karoline (2010). De voorstelling, die in première ging in Avignon, was in heel Europa te zien. Van 2010 tot 2015 speelde hij bij NTGent in de muziektheatertrilogie Aida*, Candide en Parsifal. Vanaf 2016 speelt hij regelmatig bij Toneelgroep Maastricht: Eyes Wide Shut (2016), EMMA (2018), King Lear (2018) en De Geheime Tuin (2020).
Louis was in 2010, 2011 en 2012 ook te zien in veel Nederlandse theaters, met zijn rol als Mathilde Willink in de nieuwe theatervoorstelling van Theaterproductiehuis Zeelandia Mathilde.
Hij initieerde en schreef voor Theaterproductiehuis Zeelandia Mathilde, over de muze van schilder Carel Willink. Hij vertolkte zelf de titelrol en werd hiervoor genomineerd voor de Louis d’Or 2010. In 2015 maakte hij, opnieuw met Paula Bangels als regisseur en David Cantens als componist en medespeler, Soeur Sourire; of: Leven en Dood van Gods Eendagsvlieg, over de zingende non uit de jaren ’60.
Voor het Vlaamse gezelschap De Spelerij vertaalde en bewerkte hij Shakespeares Othello (2010), Cat on a hot tin roof (2014) van Tennessee Williams en Tsjechovs Oom Wanja (2015).
Hij vertaalde en bewerkte voor theater onder andere Agnes van God van John Pielmeijer, Fatal Attraction van James Dearden en Indecent Proposal van Jack Engelhard. In oktober 2017 ging zijn eerste musical in première over chansonnière en diva Liesbeth List. Nieuwe eigen stukken zijn in voorbereiding, onder andere samen met theatermaker Steef de Jong.

### Televisie
Van Beek speelde in diverse tv-series zoals Rembrandt, OnM, Pleidooi en Westenwind. Ook is hij actief in de nasynchronisatie, als inspreker en regisseur, en bovendien een veelgevraagd voorlezer van luisterboeken.
Vanaf 2017 regisseert hij studenten van ArteZ Zwolle elk jaar in een productie rond het werk van een componist en/of tekstschrijver (Drs.P, Sondheim, Bannink).

## Filmografie
- Pleidooi – Didier (1994)
- Zebra – barman
- Westenwind – Felix Schippers (1999)
- Enigma – German Signal Unit Soldier
- Luifel & Luifel – Hubert te Pas (2001)
- Goede tijden, slechte tijden – Vince Francke (2001)
- Krummel – Mier (2002)
- Rozengeur & Wodka Lime – Platenbaas (2005)
- Grijpstra en De Gier – Bedrijfsleider
- M.A.N. – Andrew
- Onderweg naar Morgen – Joachim Füller (2006)
- Keyzer & De Boer Advocaten – Jochems
- Flikken Maastricht – Medewerker Laboratorium (2007)
- Juliana – Minister Van Kleffens
- Het Huis Anubis – Luchthaven beveiligingsagent (2008)
- Walhalla – Klant in taxi
- Rembrandt en ik – Gerrit van Loo
- Divorce – Man van jeugdzorg, gastrol in aflevering 8 van seizoen 3

## Nasynchronisaties
- Terkel in de shit – Arne
- Aladdin – Prins Anders
- Big Hero 6 – overige stemmen
- Cars 2 – Acer
- Bionicle: Legends of Metru Nui (animatiefilm) – Nuju
- Bionicle: Web of Shadows (animatiefilm) – Nuju
- Digimon (tv-serie) – Matt
- The Davincibles (tv-serie) – Oom Leo
- Wingin' It (tv-serie) – Directeur Malone
- Hotel Transylvania (animatiefilm) – Vlo
- Jackie Chan Adventures (tv-serie) – Valmont
- Mr. Popper's Penguins (film)
- MegaMan NT Warrior (tv-serie) – Lan Hikari
- Ned's SurvivalGids (tv-serie) – Mr. Kwest
- De pinguïns van Madagascar (tv-serie) – Koning Julien
- Far Far Away Idol – Droomprins
- The Fairly OddParents (tv-serie) – Vader
- The Suite Life of Zack & Cody (tv-serie) – Vader
- The X's (tv-serie) – Glowface
- SpongeBob SquarePants (tv-serie) – Octo Tentakel (2023-heden, ter vervanging van Jan Nonhof)
- Up (animatiefilm) – Alfa
- Dug's Speciale Missie (animatiefilm) – Alfa
- Carl's Date (animatiefilm) – Alfa
- Groove High (tv-serie) – Kahn
- Roodschoentje en de Zeven Dwergen (animatiefilm)
- Winx Club (tv-serie) – Professor Wizgiz
- Het Mysterie van de Feeënprins (tekenfilm)
- Pokémon: Diamond and Pearl - Sinnoh League Victors – Professor Rowan en Conway
- Fuller House – Joey
- Star vs. de Kracht van het Kwaad – Glossaryck
- Klimaat redden voor beginners – Leraar